# 903 Nealley
Nealley (asteróide 903) é um asteróide da cintura principal com um diâmetro de 63,43 quilómetros, a 3,1173968 UA. Possui uma excentricidade de 0,0381263 e um período orbital de 2 131,13 dias (5,84 anos).
Nealley tem uma velocidade orbital média de 16,54457943 km/s e uma inclinação de 11,74963º.
Esse asteróide foi descoberto em 13 de Setembro de 1918 por Johann Palisa.